# Bella Block
Bella Block è una serie televisiva tedesca di genere poliziesco ideata da Doris Gercke e prodotta dal 1994 dalla UFA Fernsehproduktion per la ZDF. Protagonista della serie, nel ruolo del Commissario Bella Block è l'attrice Hannelore Hoger; altri interpreti principali sono Rudolf Kowalski, Hansjürgen Hürrig, Pit Arne Pietze, Anke Ritter, Devid Striesow.
La serie consta di 36 episodi in formato di film TV. Il primo episodio, intitolato Die Kommissarin, fu trasmesso in prima visione dalla ZDF il 26 marzo 1994.

## Trama
Protagonista delle vicende è Bella Block, un commissario di Amburgo. La Block è affiancata dai colleghi Hans Teichert, Bettina Hauenschild e, in seguito, da Jan Martensen; nel privato, la Block è legata sentimentalmente a Simon Abendroth.